# Daniele Bonera
Daniele Bonera (31. květen 1981, Brescia, Itálie) je bývalý italský fotbalový obránce. Po hráčské kariéře se rozhodl přijmout nabídku Milána na post technického ředitele.

## Přestupy
- z Parma do Milán za 3 300 000 Euro
- z Milán do Villarreal zadarmo

## Kariéra

### Klubová
Fotbal začal hrát za Brescii. První své utkání za dospělé odehrál druholigové sezoně 1999/00, kde mohl slavit postup do Serie A. V Serii A debutoval 1. října 2000 ve proti Udinese (2:4). Pomohl týmu obsadit 8. místo a v následující sezoně odehrál i zápasy v Poháru Intertoto. Po sezoně 2001/02 byl po třech sezonách prodán do Parmy.
V Parmě patřil do základní sestavy a první branku vstřelil 26. ledna 2003 proti Brescii. V klubu odehrál za čtyři sezony celkem 139 utkání a vstřelil jednu branku. Nejlepšího umístění v lize bylo 5. místo v prvních dvou sezonách a v evropských pohárech došel nejdál do semifinále v sezoně 2004/05.
V létě 2006, ve věku 25 let, jej koupil Milan, do týmu, kterému od mala fandil. První utkání odehrál v roli pravého beka v LM 17. října 2006 proti Anderlechtu, v utkání, ve kterém však po 47 minutách hry dostal červenou kartu za druhou žlutou. Hned v první sezoně s klubem vyhrál LM, poté i Superpohár UEFA 2007 a na konci roku i MS klubů.
Sezóny 2008/09 a 2009/10 odehrál kvůli zranění málo zápasů. Svůj jediný titul v lize vyhrál v sezoně 2010/11 a poté i Italský superpohár. Dne 26. ledna 2012, během zápasu Italského poháru proti Laziu, nosil poprvé kapitánskou pásku po Seedorfovi, který do zápasu nastupoval jako kapitán.
Po sezoně 2014/15 po devíti letech, ve kterých nastoupil do celkem 201 utkání odešel do španělského Villarrealu. Zde vydržel čtyři roky a odehrál zde celkem 58 utkání. Nejlepšího umístění v lize bylo 4. místo v první sezoně a v evropských pohárech došel nejdál do semifinále v sezoně 2015/16. Po sezoně 2018/19 ve věku 38 let ukončil kariéru.

### Reprezentační
Hrál v mládežnických týmech do 21 let, kde slavil vítězství na 2004. Také má bronzovou medaili z OH 2004.
Debut v seniorském národním týmu odehrál pod trenérem Trapattonim 5. září 2001, ve věku 20 let, v přátelském utkání proti Maroku (1:0). V roce 2006 jej Marcello Lippi zařadil na širší seznam pro MS 2006. Z konečného seznamu 23 povolaných hráčů byl nakonec vyřazen jako poslední. Poslední utkání odehrál 19. listopadu 2008 proti Řecku (1:1). Celkem tak odehrál 16 utkání bez vstřelené branky.

## Statistiky

### Klubové
| Sezóna               | Klub                 | Liga                 | Liga   | Liga | Ligové poháry | Ligové poháry | Ligové poháry | Kontinentální poháry | Kontinentální poháry | Kontinentální poháry | Celkem | Celkem |
| Sezóna               | Klub                 | Soutěž               | Zápasy | Góly | Soutěž        | Zápasy        | Góly          | Soutěž               | Zápasy               | Góly                 | Zápasy | Góly   |
| -------------------- | -------------------- | -------------------- | ------ | ---- | ------------- | ------------- | ------------- | -------------------- | -------------------- | -------------------- | ------ | ------ |
| 1999/00              | Brescia              | Serie B              | 5      | 0    | IP            | 0             | 0             | -                    | 0                    | 0                    | 5      | 0      |
| 2000/01              | Brescia              | Serie A              | 26     | 0    | IP            | 4             | 0             | -                    | 0                    | 0                    | 30     | 0      |
| 2001/02              | Brescia              | Serie A              | 29     | 0    | IP            | 4             | 0             | Int.                 | 4                    | 0                    | 37     | 0      |
| Celkem za Brescie    | Celkem za Brescie    | Celkem za Brescie    | 60     | 0    | -             | 8             | 0             | -                    | 4                    | 0                    | 72     | 0      |
| 2002/03              | Parma                | Serie A              | 32     | 1    | IP            | 2             | 0             | PU                   | 4                    | 0                    | 38     | 1      |
| 2003/04              | Parma                | Serie A              | 24     | 0    | IP            | 0             | 0             | PU                   | 5                    | 0                    | 29     | 0      |
| 2004/05              | Parma                | Serie A              | 35+1   | 0    | IP            | 1             | 0             | PU                   | 10                   | 0                    | 47     | 0      |
| 2005/06              | Parma                | Serie A              | 23     | 0    | IP            | 2             | 0             | -                    | 0                    | 0                    | 25     | 0      |
| Celkem za Parmu      | Celkem za Parmu      | Celkem za Parmu      | 115    | 1    | -             | 5             | 0             | -                    | 19                   | 0                    | 139    | 1      |
| 2006/07              | Milán                | Serie A              | 25     | 0    | IP            | 5             | 0             | LM                   | 6                    | 0                    | 36     | 0      |
| 2007/08              | Milán                | Serie A              | 21     | 0    | IP            | 1             | 0             | LM+ES+MSk            | 6+0+1                | 0+0+0                | 29     | 0      |
| 2008/09              | Milán                | Serie A              | 18     | 0    | IP            | 0             | 0             | PU                   | 4                    | 0                    | 22     | 0      |
| 2009/10              | Milán                | Serie A              | 7      | 0    | IP            | 2             | 0             | LM                   | 2                    | 0                    | 11     | 0      |
| 2010/11              | Milán                | Serie A              | 16     | 0    | IP            | 1             | 0             | LM                   | 3                    | 0                    | 20     | 0      |
| 2011/12              | Milán                | Serie A              | 20     | 0    | IP+IS         | 3+1           | 0+0           | LM                   | 6                    | 0                    | 29     | 0      |
| 2012/13              | Milán                | Serie A              | 13     | 0    | IP            | 0             | 0             | LM                   | 4                    | 0                    | 17     | 0      |
| 2013/14              | Milán                | Serie A              | 16     | 0    | IP            | 0             | 0             | LM                   | 4                    | 0                    | 20     | 0      |
| 2014/15              | Milán                | Serie A              | 16     | 0    | IP            | 1             | 0             | -                    | 0                    | 0                    | 17     | 0      |
| Celkem za Milán      | Celkem za Milán      | Celkem za Milán      | 152    | 0    | -             | 13            | 0             | -                    | 36                   | 0                    | 201    | 0      |
| 2015/16              | Villarreal           | Primera División     | 14     | 0    | ŠP            | 0             | 0             | EL                   | 2                    | 0                    | 16     | 0      |
| 2016/17              | Villarreal           | Primera División     | 6      | 0    | ŠP            | 1             | 0             | LM+EL                | 0+3                  | 0+0                  | 10     | 0      |
| 2017/18              | Villarreal           | Primera División     | 15     | 0    | ŠP            | 1             | 0             | EL                   | 5                    | 0                    | 21     | 0      |
| 2018/19              | Villarreal           | Primera División     | 5      | 0    | ŠP            | 3             | 0             | EL                   | 3                    | 0                    | 11     | 0      |
| Celkem za Villarreal | Celkem za Villarreal | Celkem za Villarreal | 40     | 0    | -             | 5             | 0             | -                    | 13                   | 0                    | 58     | 0      |
| Celkově              | Celkově              | Celkově              | 369    | 1    | -             | 31            | 0             | -                    | 69                   | 0                    | 470    | 1      |

### Reprezentační

#### Na velkých turnajích
| Reprezentace | Rok  | Zápasy             | Zápasy | Zápasy    | Zápasy           | Zápasy           | Zápasy         |
| Reprezentace | Rok  | Fáze turnaje       | Datum  | Soupeř    | Odehraných minut | Vstřelené branky | Výsledek       |
| ------------ | ---- | ------------------ | ------ | --------- | ---------------- | ---------------- | -------------- |
| Itálie       | 2004 | 1 zápas ve skupině | 12. 8. | Ghana     | 90               | 0                | 2:2            |
| Itálie       | 2004 | 2 zápas ve skupině | 15. 8. | Japonsko  | 90               | 0                | 3:2            |
| Itálie       | 2004 | 3 zápas ve skupině | 18. 8. | Paraguay  | 90               | 0                | 0:1            |
| Itálie       | 2004 | Čtvrtfinále        | 21. 8. | Mali      | 120              | 0                | 1:0 v (prodl.) |
| Itálie       | 2004 | Semifinále         | 24. 8. | Argentina | 90               | 0                | 0:3            |

## Úspěchy

### Klubové
- 1× vítěz italské ligy (2010/11)
- 1× vítěz italského superpoháru (2011)
- 1× vítěz Ligy mistrů UEFA (2006/07)
- 1× vítěz Superpoháru UEFA (2007)
- 1× vítěz Mistrovství světa klubů (2007)

### Reprezentační
- 1× na OH (2004 – bronz)
- 2× na ME 21 (2002 – bronz, 2004 – zlato)

### Vyznamenání
Řád zásluh o Italskou republiku (27. 9. 2006) z podnětu Prezidenta Itálie 